# Testing the Limits
Pour plus de détails, voir Fiche technique et Distribution.
Testing the Limits est un film américain réalisé par Brigitte Berman, sorti en 1998.

## Synopsis
Un couple marié, Mike et Toni, décide de faire un voyage romantique en montagne.

## Fiche technique
- Titre : Testing the Limits
- Réalisation : Brigitte Berman
- Scénario : Paul Sinor
- Producteur : William Burke
- Producteur exécutif : Edward Holzman
- Production : Mystique Films Inc.
- Distributeur :
- Musique : Chris Anderson, Carl Schurtz
- Pays de production :  États-Unis
- Langue d'origine : Anglais américain
- Lieux de tournage :
- Genre : Drame, érotique
- Durée : 100 minutes
- Date de sortie : 
  - États-Unis : 1998

## Distribution
- Scott Carson : Mike
- Brandy Davis : Toni
- Lorissa McComas : Kristin
- Gaelle Comparat : Jan
- Karl Preston : David
- Marc Robinson : Glen